# Senhor Roubado (stație de metrou din Lisabona)
Senhor Roubado este o stație a liniei galbene a metroului din Lisabona, poziționată la limita administrativă dintre municipalitățile Lisabona și Odivelas. Stația este situată pe strada Rua do Senhor Roubado, la intersecția acesteia cu Rua Pedro Álvares Cabral, oferind posibilitate de acces către autogara din zona adiacentă și către monumentul religios Padrão do Senhor Roubado.
Spre deosebire de alte stații care deservesc un cartier rezidențial, „Senhor Roubado” se găsește în apropierea unui nod rutier format din drumul național N8 și autostrăzile A8 și A36, și este parte a unui terminal intermodal care include și o parcare de tip park and ride. Tot spre deosebire de majoritatea stațiilor metroului din Lisabona, „Senhor Roubado” este o stație supraterană.

## Istoric
„Senhor Roubado” a fost inaugurată pe 27 martie 2004, în același timp cu Odivelas, Ameixoeira, Lumiar și Quinta das Conchas, odată cu extinderea liniei galbene a metroului către Odivelas.. 
Proiectul original al stației aparține arhitectului Manuel Bastos, iar decorațiunile aparțin artistului plastic Pedro Croft.
Precum toate stațiile mai noi ale metroului din Lisabona, „Senhor Roubado” este echipată pentru a deservi și persoanele cu dizabilități locomotoare, dispunând de lifturi și scări rulante pentru ușurarea accesului la peroane.

## Legături

### Autobuze orășenești

#### Carris
- 206 Cais do Sodré ⇄ Senhor Roubado (serviciu de dimineață)
- 736 Cais do Sodré ⇄ Odivelas (Bairro Dr. Lima Pimentel)[5]

### Autobuze preorășenești

#### Rodoviária de Lisboa
- 004 Senhor Roubado (Metrou) ⇄ Casal do Bispo
- 201 Lisabona (Campo Grande) ⇄ Caneças (Escola Secundária)
- 202 Senhor Roubado (Metrou) ⇄ Montemor
- 205 Pontinha (Metrou) ⇄ Senhor Roubado (Metrou) via Serra da Luz
- 213 Senhor Roubado (Metrou) ⇄ Caneças (Escola Secundária) via Vale do Forno
- 216 Senhor Roubado (Metrou) - Circulație via Casal Novo
- 226 Senhor Roubado (Metrou) ⇄ Arroja[6]